# الجعفرية (الغربية)
الجعفرية إحدى قرى مركز السنطة التابع لمحافظة الغربية بجمهورية مصر العربية، وتجاورها قرى تطاي وسحيم وبلوس الهوى وكفر الحاج داود.

## التاريخ
ذكر علي باشا مبارك في كتابه الخطط التوفيقية أن الجعفرية هي قاعدة قسم من الأقسام الإدارية لمديرية الغربية، وأنها تقع على بحر شبين، وأن بها ثلاثة جوامع، وقصر كان لمحمد علي باشا ثم أصبح قاعدة للمركز الإداري، لإضافة معمل للفراريج وبساتين وحوانيت وقهاوٍ وخمّارات ووابور للطحين ومحلج للقطن. ويزرع أهلها القمح والشعير والقطن والذرة والبرسيم والحلبة وقصب السكر والبصل والفجل والبامية والملوخية والخيار والبطيخ والباذنجان الأسود.
أنشئ قسم الجعفرية في عام 1826 وجعل مقره البلدة ثم سمي بمركز في عام 1871. نقل ديوان المركز إلى السنطة في عام 1884 لاتصالها بخط السكة الحديد لكن بقي اسمه مركز الجعفرية حتى صدر قرار بتغير اسمه إلى الاسم الحالي في 22 فبراير 1896.

## السكان
بلغ عدد سكان الجعفرية 15,943 نسمة حسب تقدير عام 2018.
| السنة  | 1882 | 1897 | 1907 | 1927 | 1947 | 1960 | 1976 | 1986 | 1996   | 2006   | 2018   |
| ------ | ---- | ---- | ---- | ---- | ---- | ---- | ---- | ---- | ------ | ------ | ------ |
| القرية | 3458 | 4708 | 5254 | 5976 | 5861 | 6933 | 7803 | 9602 | 11,024 | 12,834 | 15,943 |